# VR ZONE SHINJUKU
VR ZONE SHINJUKUは、東京都新宿区にかつて存在していたVRをテーマとする屋内テーマパーク。バンダイナムコアミューズメントが運営していた。

## 概要
バンダイナムコエンターテインメントが2016年4月から10月まで東京・お台場にて開催していた「VR ZONE Project i can」の成功を受け，新しいVRエンターテイメントを提供するべく企画された。
2014年12月31日に閉館し、翌2015年に解体された新宿TOKYU MILANOの跡地に、その地権者である東急レクリエーションと東京急行電鉄（のちの東急電鉄）が推進する同地の再開発計画の認定及び着工までの暫定施設として建設され、2017年7月14日に開業した。
国内最大級のVR エンターテインメント施設で、五感を極限まで刺激する「人力飛行機で空を飛ぶスリル」や「恐竜に襲われる恐怖」、さらに「ドラゴンボール」や「エヴァンゲリオン」など作品の世界をリアルに体感できるアクティビティが存在していた。また、施設外壁や施設中心にそびえ立つ巨大な木「センターツリー」のあったエリアでは、プロジェクションマッピングの演出が行われていた。
2018年4月1日に株式会社ナムコが社名変更の上バンダイナムコエンターテインメントのアミューズメント機器部門を吸収分割で承継したことで運営が「バンダイナムコアミューズメント」となる。
東急レクリエーションと東急電鉄の推進する建設地の再開発計画が2018年6月14日に「歌舞伎町一丁目地区開発計画（新宿TOKYU MILANO再開発計画）」として認可、同月21日に告示された。これに伴い当施設は2019年3月31日に閉館し、その後解体された。再開発により跡地には東急歌舞伎町タワーが建設され、2023年4月14日に開業した。なお、VR ZONE SHINJUKUを運営していたバンダイナムコアミューズメントは同ビル内に「namco TOKYO」を出店している。